# 마이 리틀 포니: 이퀘스트리아 걸스 - 레인보우 락
《마이 리틀 포니: 이퀘스트리아 걸스 - 레인보우 락》(My Little Pony: Equestria Girls - Rainbow Rocks)은 미국, 캐나다의 애니메이션 영화이다. 마이 리틀 포니: 우정은 마법의 파생작인 마이 리틀 포니: 이퀘스트리아 걸스의 후속작이다. 2014년 9월 27일에 미국과 캐나다에서 상영이 시작되었다. 2014년 10월 28일, DVD 및 블루레이가 출시되었다.

## 줄거리
과거, 이퀘스트리아를 혼란에 빠뜨려 마력을 얻었던 아다지오 대즐, 소나타 더스크, 아리아 블레이즈는 턱수염 스타 스월에 의해 인간 세계로 추방된다. 인간 세계에서는 이퀘스트리아와 같은 수준의 마력을 얻을 수 없어서 인간 세계를 전전하던 셋은 어느 날, 언덕 너머로 〈마이 리틀 포니: 이퀘스트리아 걸스〉에서 트와일라잇 스파클이 선셋 쉬머를 물리치기 위해 사용한 마법을 보게 된다.
며칠 후, 셋은 이퀘스트리아 마법을 발견했던 캔틀롯 고등학교에 입학한다. 셋은 마법을 이용해 학생들 간의 싸움을 부추기고, 며칠 후에 있을 뮤지컬 대회를 싸움으로 변질시킨다. 이를 이상하게 본 선셋 쉬머와 친구들은 이퀘스트리아와 연결된 책을 이용해 트와일라잇 스파클에게 도움을 청한다. 트와일라잇은 시기에 상관 없이 세계를 이동할 수 있는 기계를 만들고, 인간 세계로 간다. 트와일라잇은 사이렌의 밴드인 “대즐링(The Dazzlings)”을 처치하기 위해 레인보우 대쉬가 결성한 밴드인 “레인붐(The Rainbooms)”에 참가한다. 하지만 트와일라잇은 다즐링을 물리칠 적절한 주문을 완성하지 못하고, 첫 번째 공연은 학생들의 공작으로 인해 망친다. 두 번째 공연에서는 레인보우 대쉬가 혼자 신나서 노래를 부르자, 다른 친구들은 불쾌해하고, 선셋 쉬머는 다즐링에게 마력을 들키지 않도록 하기 위해 레인보우 대쉬를 덮친다. 4결승에서 떨어진 트릭시는 대즐링에게 넘어가 레인붐 전원과 선셋 쉬머를 방에 가둔다. 레인붐은 이 방에에서 갈등이 생겨 사이가 틀어지고, 대즐링은 그 사이에 생긴 불화에서 마력을 얻는다.
선셋 쉬머는 서로 간의 사이가 틀어지는 게 다즐링의 계획이었다며 친구들을 설득해 화해시킨다. 다즐링이 트와일라잇과 친구들에게서 얻은 마력으로 학생들을 세뇌하고 있을 때, 공연장 뒤에서 레인붐이 나타나 생겨닐 스크래치의 도움으로 대항한다. 다즐링은 마력을 이용해 진정한 모습으로 변신하고, 레인붐을 공격한다. 레인붐이 질 위기에 처하자 트와일라잇은 선셋 쉬머에게 도움을 청하는데...

## 캐스팅
| 배역              | 영어                | 한국어 (오리지널) | 한국어 (넷플릭스) |
| ----------------- | ------------------- | ----------------- | ----------------- |
| 트와일라잇 스파클 | 타라 스트롱         | 박지윤            | 조경이            |
| 핑키 파이         | 앤드리아 리브먼     | 김현지            | 정혜원            |
| 레인보우 대쉬     | 애슐리 볼           | 조현정            | 김도영            |
| 애플잭            | 애슐리 볼           | 김율              | 김율              |
| 래리티            | 태비사 세인트저메인 | 여민정            | 여민정            |
| 플러터샤이        | 앤드리아 리브먼     | 이지영            | 사문영            |
| 스파이크          | 캐시 웨슬럭         | 이영란            | 이현              |
| 셀레스티아 교장   | 니콜 올리버         | 우정신            | 윤성혜            |
| 루나 교감         | 태비사 세인트저메인 | 엄현정            | 이지현            |
| 선셋 쉬머         | 레베카 쇼이킷       | 은영선            | 이지현            |
| 플래쉬 센트리     | 빈센트 통           | 김기철            | 이상범            |
| 아디지오 대즐     | 카즈미 에반스       | 사문영            | 사문영            |
| 아리아 블레이즈   | 다이아나 카리나     | 정혜원            | 정혜원            |
| 소나타 더스크     | 머레이커 헨드릭스   | 여민정            | 여민정            |
| 트릭시 루라문     | 캐슬린 바           | 우정신            | 윤성혜            |
| 모드 파이         | 잉그리드 닐슨       | 김율              | 김율              |

## 개발
해즈브로는 2014 토이 페어에서 이 영화가 출시될 예정이라는 것을 밝혔다. 또한 그와 함께 새로운 등장인물이 있다는 것이라는 것과, 주제가 락과 관련되어 있다는 것을 밝혔다. 2014년 2월 13일, 메건 매카시는 자신의 트위터에서 영화에 작업 중이라는 것을 밝혔고, 같은 날, 대니얼 잉그럼은 자신의 트위터에서 영화에는 노래 12곡이 들어간다고 밝혔다. 오프닝 크레딧 스토리보드 작업은 토니 클리프가 했고, 엔딩 크레딧에 들어간 그림은 카트리나 헤들리가 그렸다.

## 사운드트랙
2014년 9월 9일, 아이튠즈에 사운드 트랙이 공개되었다. 2014년 9월 18일에 올라온 대니얼 잉그럼의 트위터에 의하면 이 사운드트랙은 키드 앨범 순위에서 15위를 차지했다.
| #            | 제목                                   | 작곡                        | 가수                                 | 재생 시간 |
| ------------ | -------------------------------------- | --------------------------- | ------------------------------------ | --------- |
| 1.           | 〈Rainbow Rocks〉                      | 대니얼 잉그럼               | 레인붐                               | 1:40      |
| 2.           | 〈Better Than Ever〉                   | 대니얼 잉그럼 & 메건 매카시 | 레인붐                               | 1:35      |
| 3.           | 〈Under Our Spell〉                    | 대니얼 잉그럼 & 메건 매카시 | 대즐링                               | 1:51      |
| 4.           | 〈Tricks Up My Sleeve〉                | 대니얼 잉그럼 & 메건 매카시 | 트릭시 앤 더 일루젼                  | 2:06      |
| 5.           | 〈Shake Your Tail〉                    | 대니얼 잉그럼 & 메건 매카시 | 레인붐                               | 1:59      |
| 6.           | 〈Welcome to the Show〉                | 대니얼 잉그럼 & 메건 매카시 | 대즐링 & 레인붐 & 선셋 쉬머 & 앙상블 | 4:37      |
| 7.           | 〈Awesome as I Want to Be〉            | 대니얼 잉그럼 & 메건 매카시 | 레인보우 대시 & 레인붐               | 1:16      |
| 8.           | 〈Let's Have a Battle (of the Bands)〉 | 대니얼 잉그럼 & 메건 매카시 | 대즐링 & 앙상블                      | 2:52      |
| 9.           | 〈Shine Like Rainbows〉                | 대니얼 잉그럼               | 레인붐 & 선셋 쉬머 & 그 외 등장인물  | 2:35      |
| 10.          | 〈Music to My Ears (Bonus Track)〉     | 대니얼 잉그럼               | DJ Pon-3                             | 1:45      |
| 총 재생 시간 | 총 재생 시간                           | 총 재생 시간                | 총 재생 시간                         | 20:16     |